# Сегодня ночью в мире
In the World Tonight (рус. Сегодня ночью в мире) — документальный музыкальный фильм, в котором Пол Маккартни рассказывает о своей работе над альбомом Flaming Pie и других событиях из своей жизни. Фильм выпущен на DVD в 1997 году. В фильм вошли фрагменты песен из альбома Flaming Pie, рассказы Маккартни о работе с другими музыкантами, экскурсия по его домашней студии, работа вместе с Джорджем Мартином на студии Эбби Роуд над записью оркестра и показ других сторон его деятельности.

## Содержание (эпизоды)
1. The Art Of Paul
2. Oobu Joobu
3. Tropic Island Home
4. Liverpool Oratorio
5. Standing Stone
6. Town Hall Meeting
7. Knighthood
8. Rio 1990
9. Abbey Road Orchestral session
10. Linda McCartney
11. James McCartney
12. Lenny Kravitz
13. Geoff Baker
14. Steve Miller
15. Bill Clinton
16. Ringo
17. George Martin
18. Somedays
19. Flaming Pie
20. The World Tonight
21. Heaven On A Sunday
22. Little Willow
23. Young Boy
24. When I’m Sixty-Four
25. The World Tonight
26. Bishops gate
27. Calico Skies
28. Coming Up
29. Great Day
30. Beatiful Night
31. Beatiful Night
32. Lost Beatles Photos
33. Mellotron
34. Drums
35. El Pico Amp
36. Penny Lane Chimes
37. Emi’s Psychedelic Lighting
38. Bill Black’s Bass
39. More Mellotron
40. Forthlin Road